# ويس وايز
ويس وايز (بالإنجليزية: Wes Wise)‏ هو صحفي وسياسي أمريكي، ولد في 1928 في شريفبورت في الولايات المتحدة.